# Cape (vêtement)
Pour les articles homonymes, voir Cape.

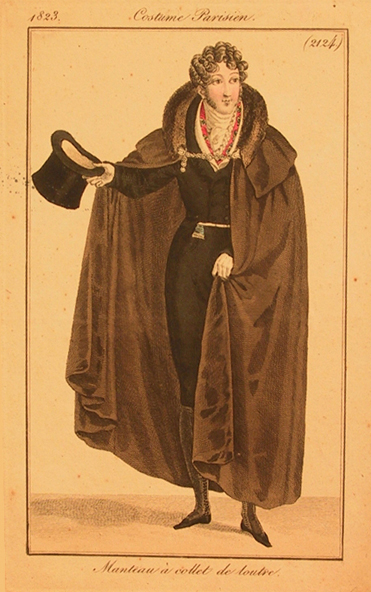
Gravure de mode de 1823 où l'homme porte une cape longue.

La cape est un vêtement sans manches, qui se porte posée sur les épaules, souvent fixée autour du cou par un cordon ou une broche. Les formes, la longueur et les matières sont variables. Elle peut se présenter avec ou sans capuche, avec ou sans passe-bras. Ce type de vêtement offre une protection contre les intempéries.

## Histoire
Les premiers modèles de cape datent de l'Empire romain et ne laissaient apparaître que le visage. Elle était largement utilisée à l'époque médiévale. Son ampleur et sa forme permettaient différents usages (manteau, couverture, etc.). À la Renaissance, ses coupes deviennent plus ajustées et sa clientèle plus bourgeoise. Pendant les années 1920, aux États-Unis, la cape est portée courte, en fourrure. Pendant les Trente Glorieuses, elle est portée par les jeunes femmes aisées avant de progressivement tomber en désuétude.

## De nos jours

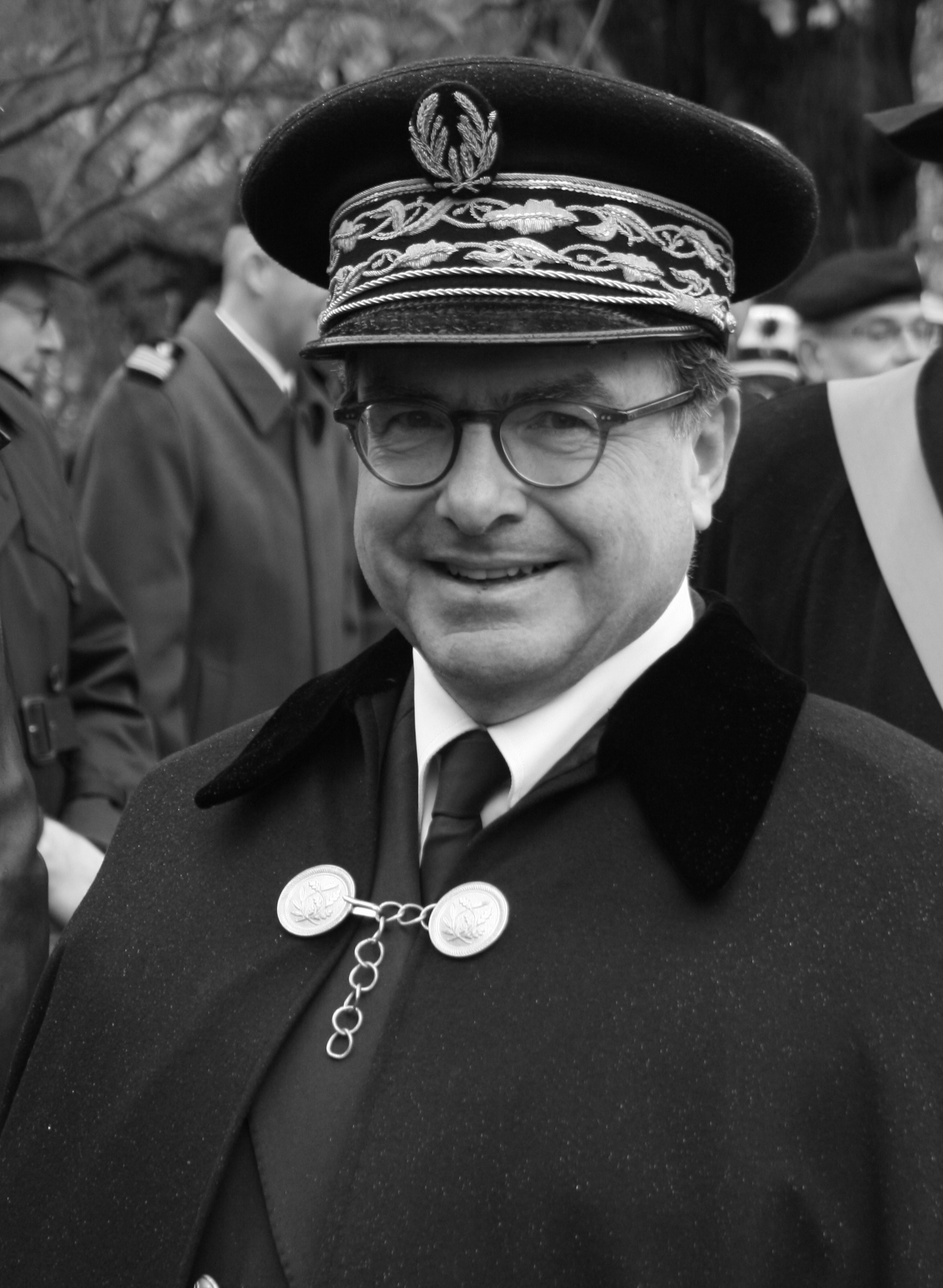
Le préfet français Pierre-Étienne Bisch en cape (2012).

En France, la cape fait toujours partie de l'uniforme d'apparat des préfets. En Suisse, elle est portée par les huissiers de la Confédération et des cantons. De plus, elle est encore utilisées dans les églises parmi les vêtements liturgiques et fait partie du costume des membres de l'Académie française.
Elle revient sur le devant de la mode à la suite du long hiver 2012-2013. Durant l'année qui suit, plusieurs marques (Chloé, Marni, Mulberry (en) ou encore Givenchy) l'intègrent dans leurs collections.

## Imaginaire
C'est un vêtement qui fait partie de la tenue du magicien dans l'imagerie populaire, mais cet accoutrement est totalement dépassé et date de l'époque pré-Jean-Eugène Robert-Houdin, où les « physiciens », comme ils se faisaient appeler, se donnaient une importance cabalistique et un côté mystique. Les prestidigitateurs modernes, en dehors d'une mise en scène spéciale (c'est le cas de l'univers et de la scénographie de Dani Lary, où ce costume résulte d'une réflexion artistique), n'utilisent pas cet accoutrement désuet du magicien populaire.
Dans la même veine, les sorciers sont parfois représentés avec une cape, comme dans Harry Potter.
Les vampires sont aussi souvent figurés avec une cape, qui évoque leurs ailes quand ils se transforment en chauve-souris. Elle fait aussi souvent partie de la panoplie du héros solitaire comme Arsène Lupin ou Zorro ou du super-héros comme Batman ou Superman.

## Expressions avec cape
La cape intervient dans quelques expressions françaises :
- de cape et d'épée : roman ou film romanesque de la chevalerie
- rire sous cape : se réjouir en secret
- être/mettre à la cape : réduire la voilure en cas de mauvais temps (terme de marine)